# Tíquico
Tíquico é um dos Setenta Discípulos e um companheiro de Paulo de Tarso. Nada sabemos sobre a sua conversão ao cristianismo.

## História
Ele nasceu na província romana da Ásia (Atos 20:4), nascido, provavelmente, em Éfeso. Ele apareceu ao lado de Paulo em sua terceira viagem missionária, de Corinto, pela Macedônia e Ásia Menor, até Jerusalém. Ele estava com Paulo durante seu primeiro cativeiro e foi enviado para a Ásia como portador das epístolas aos colossenses e os efésios (Efésios 6:21 e Colossenses 4:7–8). De acordo com Tito 3:12, Paulo pretendia enviar Tíquico e Artemas para Creta para suprir a falta de Tito. Parece, porém, que Ártemas é que foi enviado, pois durante o segundo cativeiro de Paulo em Roma, Tíquico foi enviado de lá até Éfeso (em 2 Timóteo 4:12).
Nada mais sabemos sobre a carreira posterior de Tíquico com certeza e há diversas cidades que o clamam para si como bispo. O "Menológio de Basílio II", que o comemora em 9 de abril, cita-o como bispo de Cólofon e sucessor de Sóstenes. Outras tradições fazem dele ainda bispo de Calcedônia e Neápolis.